# الکساندرا ریکیا
الکساندرا ریکیا (Alexandra Recchia؛ زاده ۲۵ اکتبر ۱۹۸۸) یک کاراته‌کا فرانسوی است. او در کومیته ۵۰ کیلوگرم بانوان، دو بار در مسابقات جهانی کاراته، و دو بار در مسابقات قهرمانی کاراته اروپا، موفق به کسب مدال طلا شد.
در بازی‌های جهانی ۲۰۱۳ که در کالی کلمبیا برگزار شد، ریکیا در کومیته ۵۰ کیلوگرم زنان، در بازی نهایی در برابر سراپ اوزچلیک از ترکیه شکست خورد و مدال نقره را کسب کرد. در بازی‌های جهانی ۲۰۱۷ که در وروتسواو، لهستان برگزار شد او در کومیته ۵۰ کیلوگرم زنان، با شکست میهو میاهارا از ژاپن در مسابقه نهایی، موفق به کسب مدال طلا شد.